# Addicted to You (chanson d'Hikaru Utada)
Pour les articles homonymes, voir Addicted to You.
Singles de Hikaru Utada
First Love
(1999) Wait & See ~Risk~
(2000)
Addicted to You (écrit : Addicted To You) est le quatrième single d'Hikaru Utada (sous ce nom), sorti en 1999.

## Présentation
Le single, produit par le duo américain Jimmy Jam et Terry Lewis, sort le 10 novembre 1999 au Japon sur le label EMI Music Japan, six mois après le précédent single de la chanteuse, First Love. Contrairement aux trois singles précédents sortis en deux formats différents (mini CD de 8 cm et maxi CD de 12 cm), il ne sort qu'au format "maxi CD single" de 12 cm de diamètre devenu la nouvelle norme pour les singles au Japon. Il atteint la 1re place du classement des ventes de l'Oricon et reste classé pendant 16 semaines, se vendant à 1 784 000 exemplaires, ce qui en fait le single physique le plus vendu d'Hikaru Utada.
La photo de la chanteuse en couverture du disque a été prise par Richard Avedon. La chanson-titre, toujours notée Up-in-Heaven Mix bien qu'il s'agisse de la version originale et non d'une version remixée, est utilisée comme thème musical pour une publicité pour un produit de la marque Sony. Elle figurera sur l'album Distance qui sortira un an et demi plus tard, ainsi que sur la compilation Utada Hikaru Single Collection Vol.1 de 2004. Le single contient aussi une version remixée de la chanson, notée Underwater Mix, et les versions instrumentales des deux titres.

## Titres
Toutes les chansons sont écrites et composées par Hikaru Utada.
| 1. | Addicted to You (Up-in-Heaven Mix) (Addicted To You (UP-IN-HEAVEN MIX)) | Jimmy Jam & Terry Lewis | 5:19 |
| 2. | Addicted to You (Underwater Mix) (Addicted To You (UNDERWATER MIX))     | Jimmy Jam & Terry Lewis | 6:17 |
| 3. | Addicted to You (Up-in-Heaven Mix) [Instrumental]                       | Jimmy Jam & Terry Lewis | 5:21 |
| 4. | Addicted to You (Underwater Mix) [Instrumental]                         | Jimmy Jam & Terry Lewis | 4:08 |